# Бетанкур, Мария
Мария Кристина Бетанкур Рамирес (исп. María Cristina Betancourt Ramírez; род. 15 декабря 1947, Гавана) — кубинская легкоатлетка, метательница диска, участник двух летних Олимпийских игр, многократный призёр Панамериканских игр и Игр Центральной Америки и Карибского бассейна.

## Биография
На летних Олимпийских играх Мария Бетанкур дебютировала в 1976 году в Монреале. Кубинская легкоатлетка уверенно преодолела квалификационный раунд, использовав всего одну попытку, во время которой снаряд улетел на 61,46 м. По результатам первой финальной попытки сразу две спортсменки превзошли олимпийский рекорд, а Бетанкур с результатом 61,28 м расположилась на 7-й строчке. Во время третьей попытки кубинская спортсменка отправила диск на 63,86 м, что позволило подняться на 6-ю позицию. Последующие броски у Бетанкур оказались слабее, в результате чего она заняла итоговое 7-е место. В 1979 году Бетанкур представляла Америку на Кубке мира. Во время соревнований кубинка показала результат 62,84 м и заняла третье место, уступив только представительницам ГДР и СССР.
В 1980 году Мария Бетанкур принял участие в московских летних Олимпийских играх. В квалификационном раунде спортсменкам необходимо было метнуть диск дальше, чем на 60 метров, либо попасть в число 12 сильнейших. В первой попытке кубинка отправила снаряд всего лишь на 54,16 м. Вторая попытка не была засчитана, а заключительный бросок Бетанкур выполнила на 57,62 м, что позволило ей занять 13-е место, уступив в борьбе за попадание в финал всего лишь 18 см.
Трижды за карьеру Бетанкур становилась серебряным призёром Панамериканских игр, причём каждый раз она уступала своей соотечественнице Кармен Ромеро. Аналогичным образом складывались для Бетанкур и Игры Центральной Америки и Карибского бассейна. С 1970 по 1978 год Мария завоевала три серебряные награды, каждый раз проигрывая Ромеро. И только в 1982 году Бетанкур смогла прервать победную серию своей соотечественницы. На домашних Играх Центральной Америки и Карибского бассейна, проходивших в Гаване Бетанкур отправила снаряд на 63,76 м, в то время как Ромеро в своей лучшей попытке показала только 61,98 м.